# David Arnold
David Arnold (Luton, Anglaterra, 5 de febrer de 1962) és un compositor de cinema britànic, sobretot conegut per fer les bandes sonores de cinc pel·lícules James Bond i per a la pel·lícula Stargate.
David Arnold començava a explorar el món del cinema posant música als curtmetratges del seu amic i director Danny Cannon, que havia conegut mentre estudiaven en Centre d'Arts a Hitchin, Anglaterra. Gràcies a la seva col·laboració amb el cantant islandesa Björk en el seu single Play Dead, comença a ser conegut i el porta al seu debut en el llargmetratge The Young Americans (a la qual apareixia la cançó).
Des de llavors, Arnold s'ha convertit en un dels compositors més buscats de la música de cinema britànica, materialitzant-se en pel·lícules com Stargate (1994), Independence Day (1996) i Godzilla (1998), o pel·lícules urbanes d'inferior pressupost com Shaft (2000), Enough (2002), 2 Fast 2 Furious (2003), Four Brothers (2005) i Amazing Grace (2006).
Però Arnold és sobretot conegut per ser el compositor que va succeir reeixidament a John Barry en la composició dels temes de James Bond: Tomorrow Never Dies (1997), The World Is Not Enough (1999), 007: Mor un altre dia (2002) amb Pierce Brosnan com a James Bond i Casino Royale (2006) i Quantum of Solace (2008) amb Daniel Craig com a 007.
Fora del món del cinema, Arnold manté una carrera plena d'èxits com a productor de discs, havent treballat amb artistes contemporanis com Pulp, Iggy Pop, Chrissie Hynde, David McAlmont i The Cardigans. Regularment treballa amb l'orquestrador Nicholas Dodd, i ha establert llargues relacions professionals amb directors com Roland Emmerich i John Singleton.

## Carrera
Mentre assistia a un "Sixth Form College" a Luton, Arnold es va fer amic del director Danny Cannon. Cannon va crear inicialment curtmetratges per als quals se li va demanar a Arnold que escrigués la música. Els dos van fer els seus respectius debuts cinematogràfics importants amb The Young Americans. "Play Dead", una cançó de la pel·lícula amb el cantant Björk, va ocupar el número 12 al Regne Unit. L'any següent va escriure Stargate i Last of the Dogmen, amb fragments de l'antic tercer lloc en les pistes de bandes sonores més utilitzades per a tràilers de pel·lícules.
Després, Arnold va compondre música per a les dues pel·lícules següents del director de Stargate Roland Emmerich, Independence Day i Godzilla, així com quatre pel·lícules per al director John Singleton. A més, ha escrit diverses comèdies, drames i peces de l'època del segle xix, a més de proporcionar música per a diversos programes de televisió britànics, com ara el remake del 2000 de Randall and Hopkirk (Deceased) i Little Britain. Durant la producció cinematogràfica, les seves composicions són dirigides per Nicholas Dodd. El 2010, va compondre la música de Come Fly With Me, una sèrie de televisió britànica dels productors de Little Britain.
És membre de la "British Academy of Songwriters, Composers and Authors" (BASCA). El dijous 29 de novembre de 2012, Arnold va rebre un títol honorífic de la Universitat de West London. Ara és honorari a la universitat, treballarà estretament amb la Universitat, en particular, el London College of Music, una facultat de l'institut. El 2014, va aparèixer com ell mateix a The Life of Rock amb Brian Pern.
Concerts de música de cinema
Arnold va fer el seu concert orquestral de debut, mostrant la seva música de cinema i televisió, el diumenge 6 de juliol de 2014 al Royal Festival Hall de Londres. La formació comptava amb Nicholas Dodd, el director, David McAlmont com a vocalista convidat sorpresa ("La meva arma secreta!", va dir Arnold) i el cor Urban Voices Collective, a més de Mark Gatiss i Amanda Abbington presentant la suite de música Sherlock, per a la qual el col·laborador d'Arnold a el projecte, Michael Price, va substituir a Dodd.
Va interpretar la seva música en una sèrie de concerts orquestrals el 2015: Dublin al gener (amb la RTÉ Concert Orchestra); Manchester (amb la Camerata de Manchester) a l'abril; i Londres (amb la Royal Philharmonic Orchestra), Birmingham i Nottingham (amb la City of Birmingham Symphony Orchestra (CBSO)) el juny de 2015. També va ser convidat especial a 'La música de David Arnold, un concert a Lucerna l'octubre de 2015, amb Ludwig Wicki dirigint l'Orquestra Simfònica i el Cor del segle XXI. El 5 de juny de 2016 Film Music Prague va fer un concert de la seva obra, amb Arnold present (i actuant) com a convidat especial. El febrer de 2016, el Royal Albert Hall va anunciar l'estrena d'Independence Day Live el 22 de setembre de 2016. Això va celebrar el 20è aniversari de l'estrena de la pel·lícula amb una actuació orquestral en directe. David Arnold va donar una xerrada prèvia a l'espectacle sobre el seu treball i la Royal Philharmonic Concert Orchestra i Maida Vale Singers (dirigida per Gavin Greenaway) van interpretar la música original mentre es projectava la pel·lícula. La revista "Upcoming" va donar a l'esdeveniment una ressenya de cinc estrelles i va assenyalar que "amb una acústica inigualable i un sostre ple d'objectes flotants en forma d'OVNI, el Saló va crear l'escenari ideal per al públic i els músics" i que la producció "va mantenir el públic encès". la vora dels seus seients com si la pel·lícula s'acabés d'estrenar per primera vegada.
Arnold va acollir dos concerts més de la seva música a Dublín, al "Bord Gáis Energy Theatre" els dies 19 i 20 de maig de 2017, amb la "RTÉ Concert Orchestra". El primer concert va mostrar la seva carrera com a escrivint música per a cinema i televisió, el segon va ser Independence Day Live amb la pel·lícula projectada mentre l'orquestra tocava la partitura al costat. La primera pel·lícula de James Bond que s'ha projectat amb una orquestra en directe va ser Casino Royale in Concert, que va tenir lloc al Royal Albert Hall el dissabte 30 de setembre de 2017; David Arnold va tenir una sessió de preguntes i respostes abans del concert.

## James Bond
Arnold era un fan de Bond des de petit i també un fan del compositor de Bond John Barry. El 1997, Arnold va produir Shaken and Stirred: The David Arnold James Bond Project, un àlbum amb noves versions dels temes de diverses pel·lícules de James Bond. L'àlbum comptava amb una varietat d'artistes contemporanis com Jarvis Cocker, Chrissie Hynde, David McAlmont, Propellerheads i Iggy Pop; es va gravar una versió de You Only Live Twice de Björk però no inclosa a l'àlbum. John Barry, el compositor de molts dels temes de l'àlbum, va elogiar la interpretació d'Arnold de la seva obra; 
| « | 22"Va ser molt fidel al contingut melòdic i harmònic, però ha afegit tota una altra frescor rítmica i un càsting interessant pel que fa als artistes escollits per fer les cançons. Crec que és un àlbum fantàstic. Estic molt afalagat". | » |

Barry es va posar en contacte amb Barbara Broccoli, productora de l'aleshores proper Tomorrow Never Dies (El demà no mor mai), per recomanar a Arnold com a compositor de la pel·lícula. Arnold va ser contractat per anotar l'entrega i, tornant el compliment a l'home al qual es refereix com "The guvnor", va incloure referències musicals a la partitura de Barry per a From Russia with Love, així com, per descomptat, el tema de James Bond. compost per Monty Norman amb l'arranjament de Barry.
Arnold va escriure les quatre pel·lícules de Bond posteriors: The World Is Not Enough (Amb el món no n'hi ha prou), Die Another Day (Mor un altre dia) (en les quals va incloure referències a la partitura de John Barry per On Her Majesty's Secret Service), (Casino Royale) i Quantum of Solace. Arnold no va anotar la 23a pel·lícula de James Bond, Skyfall, amb Thomas Newman ocupant el seu lloc. Arnold va comentar que Newman havia estat seleccionat pel director de la pel·lícula, Sam Mendes, per la seva història de treball junts, més que pel compromís d'Arnold de treballar amb el director Danny Boyle com a compositor per a la cerimònia d'obertura dels Jocs Olímpics d'estiu de 2012. Tanmateix, una part del treball de composició d'Arnold a Casino Royale es va reutilitzar, amb un crèdit, a Skyfall i de nou a SPECTRE.
Arnold també va co-escriure els temes principals de The World Is Not Enough de Garbage i Casino Royale (You Know My Name de Chris Cornell), així com Surrender de k.d. lang que apareix durant els crèdits finals de Tomorrow Never Dies havent estat proposat originalment com a tema d'obertura. Arnold també va contribuir amb els temes principals a la partitura de Kevin Kiner per a GoldenEye 007 d'Activision, el remake del joc de 1997 del mateix nom.
El 2017, una part d'una pista titulada Vesper del treball de composició d'Arnold a la banda sonora de Casino Royale es va reutilitzar en un episodi de Sherlock titulat The Final Problem, el tercer episodi de la quarta sèrie, en una pista titulada Pick Up, compost pel mateix Arnold i Michael Price.

## Altres treballs
Arnold ha col·laborat amb grups musicals com Cast, Kaiser Chiefs, Massive Attack i Pulp, i els artistes solistes Natasha Bedingfield, Melanie C, Björk, Chris Cornell, Shirley Manson, Mark Morriss, Nina Persson i el 2009 va produir l'àlbum The Performance de Shirley Bassey.
El 2001, va proporcionar un nou arranjament del tema musical de Doctor Who de Ron Grainer per als drames d'àudio Eighth Doctor (Vuitè Doctor) de "Big Finish Productions". La seva versió es va utilitzar com a tema del Vuitè Doctor començant amb Storm Warning de 2001 fins al 2008, quan va ser substituïda per una nova versió organitzada per Nicholas Briggs començant per Dead London. El tema d'Arnold va tornar als llançaments de Vuitè Doctor amb la caixa del 2012, Dark Eyes.
Arnold és el cosí segon del cantant i compositor irlandès Damien Rice, i és ambaixador de l'agència d'ajuda CARE International al Regne Unit. Ha fet aparicions menors en dos episodis diferents de "Little Britain" com a personatges separats.
Al febrer de 2011, es va anunciar que havia estat nomenat Director Musical dels Jocs Olímpics de 2012 i dels Jocs Paralímpics de Londres de 2012. El maig de 2011, va formar part del jurat del Regne Unit per al Festival de la Cançó d'Eurovisió 2011.
Arnold va participar en un homenatge a John Barry el 20 de juny de 2011 al Royal Albert Hall de Londres, cantant una cançó que va ser composta per Barry i tocant la part de guitarra del tema de James Bond.
El 2014, Arnold es va unir amb Richard Thomas per escriure la música i la lletra del nou musical del "West End", Made in Dagenham.
L'octubre de 2015 va col·laborar amb Lethal Bizzle i Sinead Harnett per crear una cançó que combinava elements orquestrals, grime i soul. La cançó, Come This Far, es va interpretar en directe en un esdeveniment especial a "One Mayfair", com a part de la promoció "LiveColourful LIVE" de Bulmers Cider, i es va posar a disposició com a descàrrega gratuïta des del lloc web de Bulmers. Ell i el co-compositor de Sherlock Michael Price també van compondre la música de la sèrie de televisió Jekyll i Hyde d'ITV que es va estrenar l'octubre de 2015.
El setembre de 2016, el Royal Albert Hall va acollir una actuació orquestral del Dia de la Independència amb la partitura interpretada en directe per imatge, David Arnold va donar una xerrada prèvia a l'espectacle.
El 2019, David Arnold va proporcionar producció addicional per a l'àlbum orquestral de Sophie Ellis-Bextor, The Song Diaries. Més tard, el 2020, va coproduir una versió orquestral de My Favorite Things (de The Sound of Music) juntament amb Richard Jones (de "The Feeling") per a l'àlbum recopilatori de Sophie 2020 Songs From The Kitchen Disco.

## Filmografia actoral
| Any  | Títol                   | Rol                             | Notes                                                              |
| ---- | ----------------------- | ------------------------------- | ------------------------------------------------------------------ |
| 1993 | The Young Americans     | Wedding Band                    | També va compondre la partitura                                    |
| 2000 | The League of Gentlemen | Victorian Gentleman with Fox    | TV series (1 episodi: "The League of Gentlemen Christmas Special") |
| 2003 | Little Britain          | Minicab Controller / Politician | TV series (2 episodis)                                             |

## Discografia
Films
| Any  | Títol                                                    | Director           | Etudi(s) | Notes                                                                                     |
| ---- | -------------------------------------------------------- | ------------------ | --- | ----------------------------------------------------------------------------------------- |
| 1993 | The Young Americans                                      | Danny Cannon       | PolyGram Filmed Entertainment Working Title Films                                                                      | N/D                                                                                       |
| 1994 | Stargate                                                 | Roland Emmerich    | Metro-Goldwyn-Mayer Canal+ Centropolis Film Productions Carolco Pictures                                               | N/D                                                                                       |
| 1995 | Last of the Dogmen                                       | Tab Murphy         | Savoy Pictures (North America) Pathé (International) Carolco Pictures                                                  | N/D                                                                                       |
| 1996 | Independence Day                                         | Roland Emmerich    | 20th Century Fox Centropolis Entertainment                                                                             | N/D                                                                                       |
| 1997 | A Life Less Ordinary                                     | Danny Boyle        | 20th Century Fox (United States) PolyGram Filmed Entertainment (International) Channel Four Films                      | N/D                                                                                       |
| 1997 | Tomorrow Never Dies                                      | Roger Spottiswoode | Metro-Goldwyn-Mayer Eon Productions                                                                                    | N/D                                                                                       |
| 1998 | Godzilla                                                 | Roland Emmerich    | TriStar Pictures Centropolis Entertainment                                                                             | N/D                                                                                       |
| 1999 | Wing Commander                                           | Chris Roberts      | 20th Century Fox Digital Anvil                                                                                         | Només el tema principal Compost amb Kevin Kiner                                           |
| 1999 | The World Is Not Enough                                  | Michael Apted      | Metro-Goldwyn-Mayer Eon Productions                                                                                    | N/D                                                                                       |
| 2000 | Shaft                                                    | John Singleton     | Paramount Pictures Scott Rudin Productions                                                                             | N/D                                                                                       |
| 2001 | Baby Boy                                                 | John Singleton     | Columbia Pictures | N/D                                                                                       |
| 2001 | The Musketeer                                            | Peter Hyams        | Universal Pictures Miramax Films MDP Worldwide Crystal Sky Worldwide                                                   | N/D                                                                                       |
| 2001 | Zoolander                                                | Ben Stiller        | Paramount Pictures Village Roadshow Pictures VH1 Films NPV Entertainment Scott Rudin Productions                       | N/D                                                                                       |
| 2002 | Changing Lanes                                           | Roger Michell      | Paramount Pictures | N/D                                                                                       |
| 2002 | Hollywood Ending                                         | Woody Allen        | DreamWorks Pictures | N/D                                                                                       |
| 2002 | Enough                                                   | Michael Apted      | Columbia Pictures | N/D                                                                                       |
| 2002 | Die Another Day                                          | Lee Tamahori       | Metro-Goldwyn-Mayer Eon Productions                                                                                    | N/D                                                                                       |
| 2003 | 2 Fast 2 Furious                                         | John Singleton     | Universal Pictures Original Film                                                                                       | N/D                                                                                       |
| 2004 | The Stepford Wives                                       | Frank Oz           | Paramount Pictures (United States) DreamWorks Pictures (International)                                                 | N/D                                                                                       |
| 2005 | Four Brothers                                            | John Singleton     | Paramount Pictures Di Bonaventura Pictures                                                                             | N/D                                                                                       |
| 2005 | Stoned                                                   | Stephen Woolley    | Screen Media Films | N/D                                                                                       |
| 2006 | Amazing Grace                                            | Michael Apted      | Momentum Pictures (United Kingdom) Samuel Goldwyn Films (United States)                                                | N/D                                                                                       |
| 2006 | Casino Royale                                            | Martin Campbell    | Metro-Goldwyn-Mayer Columbia Pictures Eon Productions                                                                  | N/D                                                                                       |
| 2007 | Hot Fuzz                                                 | Edgar Wright       | Rogue Pictures (United States) Universal Pictures (International) StudioCanal Working Title Films Big Talk Productions | N/D                                                                                       |
| 2007 | Don't                                                    | Edgar Wright       | Dimension Films Vivendi Entertainment Troublemaker Studios The Weinstein Company                                       | Segment de tràiler fals de Grindhouse                                                     |
| 2008 | Agent Crush                                              | Sean Robinson      | Fantastic Films International                                                                                          | N/D                                                                                       |
| 2008 | How to Lose Friends & Alienate People                    | Robert B. Weide    | Paramount Pictures (United Kingdom) Metro-Goldwyn-Mayer (United States) Film4                                          | N/D                                                                                       |
| 2008 | Quantum of Solace                                        | Marc Forster       | Metro-Goldwyn-Mayer Columbia Pictures Eon Productions                                                                  | N/D                                                                                       |
| 2010 | Made in Dagenham                                         | Nigel Cole         | Paramount Pictures BBC Films HanWay Films                                                                              | N/D                                                                                       |
| 2010 | Morning Glory                                            | Roger Michell      | Paramount Pictures Bad Robot Productions                                                                               | N/D                                                                                       |
| 2010 | The Chronicles of Narnia: The Voyage of the Dawn Treader | Michael Apted      | 20th Century Fox Walden Media                                                                                          | Conté temes composts per Harry Gregson-Williams                                           |
| 2011 | Paul                                                     | Greg Mottola       | Universal Pictures Relativity Media Working Title Films Big Talk Pictures                                              | N/D                                                                                       |
| 2011 | Unwatchable                                              | Marc Hawker        | N/D | Curtmetratge                                                                              |
| 2012 | The Book of Fire                                         | Mike Christie      | N/D | Com a part de la cerimònia de clausura dels Jocs Paralímpics d'estiu de 2012 Curtmetratge |
| 2012 | Mr Stink                                                 | Declan Lowney      | N/D | Television film                                                                           |

### Television
| Any       | Títol                               | Estudi(s)                                                      | Notes |
| --------- | ----------------------------------- | -------------------------------------------------------------- | --- |
| 1997      | The Visitor                         | Centropolis Television 20th Century Fox Television             | Tema principal només a l'episodi pilot Resta de la partitura composta per Kevin Kiner |
| 2000–2001 | Randall & Hopkirk (Deceased)        | Working Title Films                                            | Només el tema principal (compost amb Tim Simenon). El llançament únic de David Arnold i Nina Persson va arribar al número 48 (Regne Unit). |
| 2001–2002 | UC: Undercover                      | 20th Century Fox Television                                    | Només el tema principal Compost amb Kevin Kiner |
| 2003      | Bloodlines: The Dracula Family Tree | N/D                                                            | Documental |
| 2003–2006 | Little Britain                      | BBC                                                            | |
| 2008      | Little Britain USA                  | 19 Entertainment Reveille Productions HBO Original Programming | 3 episodis |
| 2008      | Crooked House                       | Tiger Aspect Productions                                       | TV miniseries |
| 2009      | Free Agents                         | Big Talk Productions Bwark Productions                         | N/D |
| 2010–2017 | Sherlock                            | Hartswood Films BBC Wales WGBH                                 | Composició amb Michael Price Primetime Emmy Award per al Composició musical destacada per a un Minisèrie, pel·lícula o especial (partitura dramàtica original) (2014) British Academy Television Award a la millor música de televisió original Nominada — Primetime Emmy Award per a Composició musical destacada per a una minisèrie, pel·lícula o un especial (partitura dramàtica original) (2010, 2011) |
| 2010–2011 | Come Fly with Me                    | BBC Little Britain Productions                                 | |
| 2012      | The Matt Lucas Awards               | John Stanley Productions                                       | |
| 2019      | Good Omens                          | Amazon Studios BBC Studios                                     | TV miniseries |
| 2019      | The Tiger Who Came To Tea           | Channel 4                                                      | Animació narrada per David Walliams, partitura de David Arnold, cançó 'Hey Tiger' coescrita amb Don Black i cantada per Robbie Williams |
| 2020      | Dracula                             |                                                                | |

### Video games
| Any  | Títol         | Desenvolupador                          | Editor                    | Notes |
| ---- | ------------- | --------------------------------------- | ------------------------- | --- |
| 2010 | GoldenEye 007 | Eurocom (Wii/PS3/Xbox 360) n-Space (DS) | Activision Nintendo (Wii) | S'ha reorganitzat la cançó principal només La banda sonora està composta per Kevin Kiner                               |
| 2012 | 007 Legends   | Eurocom                                 | Activision Nintendo (Wii) | Va escriure i va compondre només la melodia del tema del títol principal La banda sonora està composta per Kevin Kiner |

### Web series
| Year      | Title           | Studio(s)        | Notes |
| --------- | --------------- | ---------------- | ----- |
| 2010–2011 | Stiller & Meara | Red Hour Digital | N/D   |

### Singles in charts
| 1993                                                             | "Play Dead" (amb Björk)                                                            | 12  | 18 | 11 | 33 | 41 | 7 | 10 | The Young Americans          |
| 1997                                                             | "On Her Majesty's Secret Service" (amb Propellerheads)                             | 7   | —  | —  | —  | —  | — | —  | Shaken & Stirred             |
| 1997                                                             | "Diamonds Are Forever" (amb David McAlmont)                                        | 39  | —  | —  | —  | —  | — | —  | Shaken & Stirred             |
| 1999                                                             | "One Brief Moment" (amb Natacha Atlas)                                             | 125 | —  | —  | —  | —  | — | —  | Gedida                       |
| 2000                                                             | "Theme From Randall & Hopkirk (Deceased)" (amb Nina Persson)                       | 49  | —  | —  | —  | —  | — | —  | Randall & Hopkirk (Deceased) |
| 2012                                                             | "Wish You Were Here" (amb Ed Sheeran, Richard Jones, Nick Mason & Mike Rutherford) | 34  | 59 | —  | —  | —  | — | —  | A Symphony of British Music  |
| "—" indica llançaments que no es van ditar o no es van publicar. |                                                                                    |     |    |    |    |    |   |    |                              |

## Premis
- Guanyat: Premi Grammy - Millor composició instrumental escrita per a una pel·lícula o per a televisió - Dia de la Independència
- Guanyat: Premis Ivor Novello - Millor banda sonora de pel·lícula internacional per The World Is Not Enough[37]
- Guanyat: Premis Ivor Novello - Beca BASCA (2005)[38]
- Nominada: Premi BAFTA – Premi Anthony Asquith de Música de Cinema – Casino Royale
- Nominada: Premi Grammy - Millor cançó escrita per a pel·lícula, televisió o altres mitjans visuals - You Know My Name de Casino Royale (compositor)
- Guanyat: BBC Radio Awards - Millor producció musical - The Sound of Cinema amb David Arnold[39]
- Guanyat: (amb Michael Price) Premi Primetime Emmy per a la millor composició musical per a una minisèrie, pel·lícula o especial - Sherlock ("El seu darrer vot")[40]